# 林月香
林月香（1953年—）台東阿美族人，前台灣田徑運動員。
1970年曼谷亞運時，贏得100公尺跨欄銅牌。
1973年馬尼拉亞洲田徑錦標賽，贏得100公尺跨欄和跳遠銀牌，200公尺跨欄銅牌。
1975年漢城亞洲田徑錦標賽，贏得100公尺跨欄銀牌和跳遠銅牌。
1983年科威特亞洲田徑錦標賽，贏得100公尺跨欄銅牌。林月香、沈淑鳳、林瑞娥、鄭玉珠贏得4×100公尺接力銀牌。另外林瑞娥、沈淑鳳、鄭玉珠及林月香贏得4×400公尺接力銀牌。